# Amphisbaena bedai
Espèce
Synonymes
- Bronia bedai Vanzolini, 1991

Amphisbaena bedai est une espèce d'amphisbènes de la famille des Amphisbaenidae.

## Répartition
Cette espèce est endémique du Mato Grosso do Sul au Brésil. Elle a été découverte à Anastácio.

## Publication originale
- Vanzolini, 1991 : A third species of Bronia Gray, 1865 (Reptilia, Amphisbaenia). Papéis Avulsos de Zoologia, São Paulo, vol. 37, n. 25, p. 379-388.